# Monika Stachowska
Monika Stachowska (ur. 2 stycznia 1981) – polska piłkarka ręczna, reprezentantka kraju grająca na pozycji obrotowej.

## Kariera sportowa
Wychowanka Victorii Toruń. W sezonie 2010 / 2011 oraz 2011 / 2012 występowała we francuskiej Division 1 Kobiet, w drużynie Brest Bretagne Handball. W lipcu 2012 roku została zawodniczką Pogoni Szczecin, w stolicy Pomorza Zachodniego spędziła 3 kolejne sezony rzucając 269 bramek w 88 meczach ligowych.
W 2013 wystąpiła na mistrzostwach świata, zajmując z drużyną 4. miejsce.
W marcu 2017 postanowiła zakończyć karierę sportową i skupić się na życiu osobistym oraz na realizacji planów zawodowych.

## Sukcesy
- Mistrzostwa Francji:
  -  2012
  -  2011
- Mistrzostwa Polski:
  -  2004
  -  2010
  -  2015
- Puchar Polski:
  -  2014, 2015
- Challenge Cup:
  -  2015